# クラメールのパラドックス
クラメールのパラドックス (Cramer's paradox) とは、任意の平面代数曲線を一意に決定する点の個数に関するパラドックスである。最初に提唱したのはコリン・マクローリンとされるが、その方面での研究を行ったスイスの数学者ガブリエル・クラメールの名が冠されている。

## パラドックスの内容

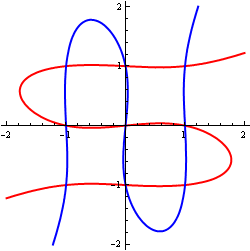
9個の点で交わる三次曲線。この図からは、9点では三次曲線を定めるのに不足であるように思われる。赤の曲線は (x^{3} - x) - 10(y^{3} - y) = 0 で、青の曲線は -10(x^{3} - x) + (y^{3} - y) = 0 である。

例えば、2点を通る一次曲線（直線）は一意に定まり、5点を通る二次曲線は一意に定まる。そこで、一般に n 次曲線は何個の点を与えれば一意に定まるか、という問題が考えられる。少しの考察からは、矛盾する次のふたつの結論が得られる。
1. 平面代数曲線は Ayn + (B + Cx) yn-1 + (D + Ex + Fx2) yn-2 + (G + Hx + Jx2 + Kx3) yn-3 + etc. = 0 と書けるため、係数をすべて求めるためには n (n + 3)/2 個の方程式が必要となる[1]。つまり、n (n + 3)/2 個の点が n 次の平面代数曲線を一意に決定するであろう。
2. 二つの n 次の平面代数曲線において、n2 回交わることができるものが存在する。つまり、これらの n2 個の点を通る曲線は少なくとも2本存在する。したがって、これら一方の曲線を決定するためには、これらの n2 個の点では十分でなく、それより多くの点が必要であろう。

例えば、任意の3次平面代数曲線を一意に決定するためには、前者に従えば9個の点で十分であるが、後者に従えば9個より多くの点を必要とする曲線が存在する。
現代からすれば、これはパラドックスではなく、別の条件が必要となることが容易にわかる。数学史上においては、レオンハルト・オイラーによって解決された。

## 例および解釈
次の9点を通る三次曲線を求めよう。
(0, 0), (0, 1), (0, -1), (1, 0), (1, 1), (1, -1), (-1, 0), (-1, 1), (-1, -1)
三次曲線の方程式を Ay3 + (B + Cx) y2 + (D + Ex + Fx2) y + (G + Hx + Jx2 + Kx3) = 0 とおくと、係数は次の連立方程式を満たす必要がある。
{\displaystyle {\begin{pmatrix}0&0&0&0&0&0&1&0&0&0\\1&1&0&1&0&0&1&0&0&0\\-1&1&0&-1&0&0&1&0&0&0\\0&0&0&0&0&0&1&1&1&1\\1&1&1&1&1&1&1&1&1&1\\-1&1&1&-1&-1&-1&1&1&1&1\\0&0&0&0&0&0&1&-1&1&-1\\1&1&-1&1&-1&1&1&-1&1&-1\\-1&1&-1&-1&1&-1&1&-1&1&-1\\\end{pmatrix}}{\begin{pmatrix}A\\B\\C\\D\\E\\F\\G\\H\\J\\K\\\end{pmatrix}}=\mathbf {0} }
この係数行列のサイズは 9 × 10 である。もし、この行列の階数が 9 ならば、解空間の次元は 1 となって三次曲線が一意に定まる。しかし、実際はこの行列の階数は 8 であるため、解空間の次元は 2 であって、
(0, 0, 0, 0, 0, 0, 0, -1, 0, 1), (1, 0, 0, -1, 0, 0, 0, 0, 0, 0)
で生成される。よって、求める三次曲線は、a, b を任意の実数として、a(x3 - x) + b(y3 - y) = 0 で与えられる。この表示には1次元分の自由度がある。その原因は、上記の係数行列の階数が 8 であることであった。連立方程式のうち1つの式は他の8つの式から導かれるのであって、9点目を通ることは新しい条件になっていなかったのである。言い換えると、上記9点のうち8点を通る三次曲線は、自動的に残る1点を通る。その意味で、上記9点は「独立」ではないと言える。一般に、2つの三次曲線の交点となる9点は独立ではない。9点のうち1点を置き換えて、
(4, 2), (0, 1), (0, -1), (1, 0), (1, 1), (1, -1), (-1, 0), (-1, 1), (-1, -1)
を通る三次曲線ならば、(x3 - x) - 10(y3 - y) = 0 と一意に定まる。
結局
n (n + 3)/2 個の点が n 次の平面代数曲線を一意に決定する
はほぼ正しいのであるが、正確にはそれらの点が「独立」である必要があったのである。